# رپسول

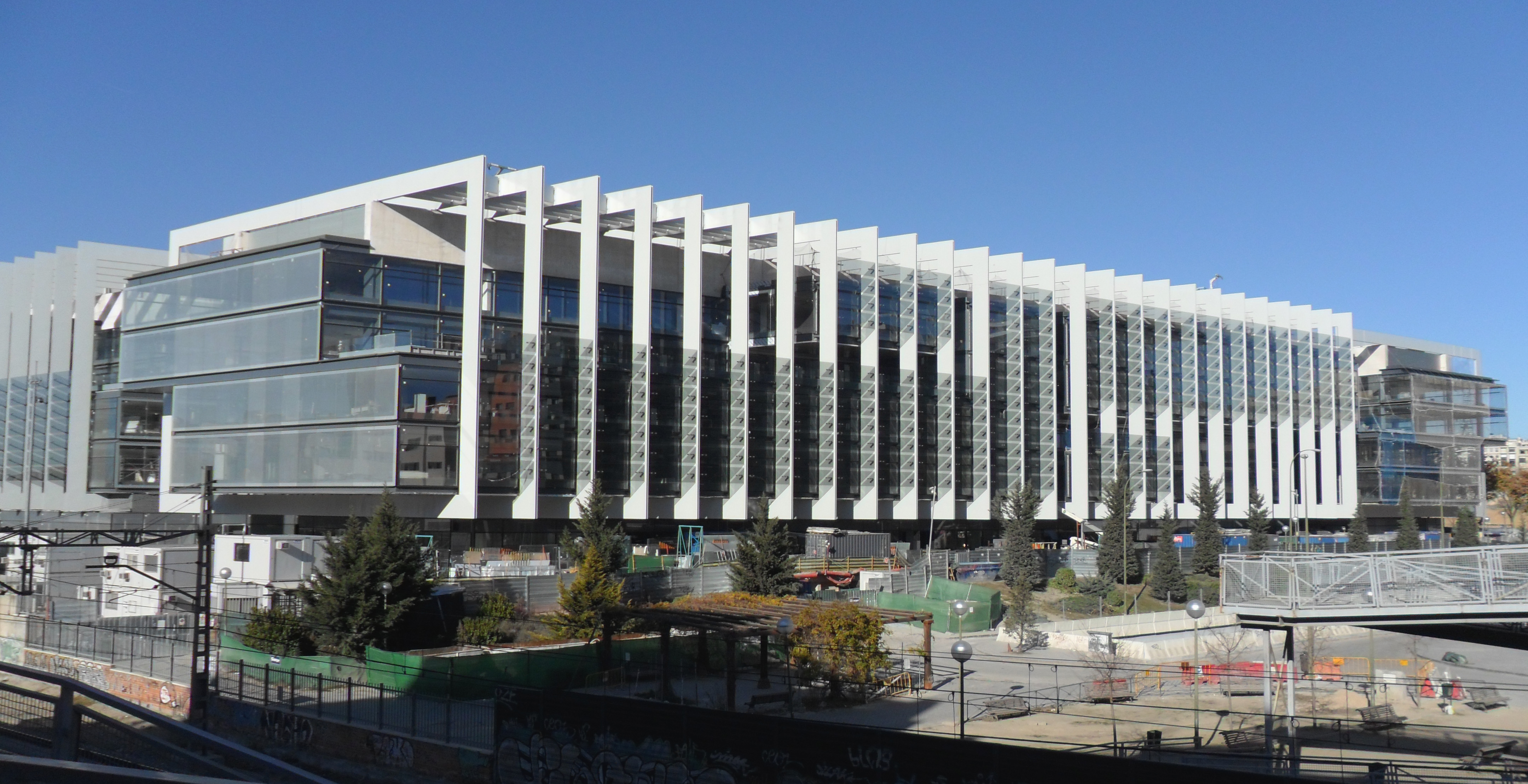
ساختمان مرکزی رپسول در مادرید

رپسول (به اسپانیایی: Repsol) شرکت نفت و گاز اسپانیایی است، که در ۲۸ کشور جهان دارای شعبه می‌باشد. بخش عمده‌ای از دارایی‌های این شرکت در کشور اسپانیا قرار دارد. 
با توجه به فهرست فورچون جهانی ۵۰۰، شرکت رپسول پانزدهمین شرکت بزرگ نفتی جهان می‌باشد. این شرکت به عنوان بزرگترین سهامدار شرکت نفتی آرژانتینی؛ وای‌پی‌اف محسوب می‌شود. دفتر مرکزی شرکت رپسول در شهر مادرید قرار دارد و بخشی از سهام آن در بازار بورس مادرید و بورس بوینوس آیرس معامله می‌شود.